# Alprom Pitești
Alprom Pitești este o companie producătoare de mobilă din România.
În noiembrie 2009, omul de afaceri gălățean Cătălin Chelu a preluat pachetul majoritar de 51,7% din acțiuni ale companiei.
Cifra de afaceri în 2006: 79,4 milioane de lei (22,5 milioane euro)